# Jan van Teeffelen (bestuurder)
Johannes Gertruda Josephus (Jan) van Teeffelen (Lith, 1949) is een Nederlands bankier en sportbestuurder.
Sinds 1968 is hij werkzaam bij Rabobank. Hij was onder andere algemeen directeur bij Rabobank Computerdiensten (Agridata) en van 1991 tot 1994 werkzaam bij N.V. Interpolis. Van Teeffelen was van 1995 tot 2004 algemeen directeur van Rabobank Rijk van Nijmegen. Vanaf 2004 is hij regiodirecteur Zuid-Nederland bij Rabobank. Sinds 2007 maakt hij daarnaast deel uit van de Raad van Commissarissen van de GIBO Groep en is daarvan sinds 1 april 2011 voorzitter.
In januari 2008 volgde hij Vincent Paes op als voorzitter van voetbalclub N.E.C.. De functie van clubvoorzitter is per die overdracht ook veranderd. Van Teeffelen wordt als voorzitter van de raad van commissarissen de voorzitter van N.E.C. genoemd maar de dagelijkse leiding is in handen van algemeen directeur Jacco Swart die het inhoudelijke pakket van de oude voorzittersfunctie heeft overgenomen.